# Länsväg 213
Länsväg 213 går sträckan från E22 vid Björsholm (norr om Gamleby) via Loftahammar till Källvik.
Sträckan ligger i Västerviks kommun och Kalmar län. Längden är 21 km.
Det finns en cirka 400 m lång bro, Bjursundsbron, som går över havsviken Syrsan.

## Anslutningar
Vägen ansluter till:
- E22
- Riksväg 35

Anslutningen ligger i båda fallen vid Björnsholm norr om Gamleby.

## Historia
Vägen Björnsholm–Källvik gavs ett skyltat nummer år 1985. Innan dess hade vägen inget skyltat nummer.